# Festival Internacional de Cine de Cannes de 2007
La 60.ª edición del Festival Internacional de Cine de Cannes tuvo lugar entre el 16 y el 27 de mayo de 2007. 22 películas de 12 países fueron seleccionados para competir por la Palma de Oro. 4 meses, 3 semanas y 2 días, dirigida por Cristian Mungiu ganó la Palma de Oro.
El certamen se abrió con la película del director chino Wong Kar-wai My Blueberry Nights, protagonizada por Jude Law y Norah Jones y se cerró con Las invasiones bárbaras (L'Âge des ténèbres) de Denys Arcand. Diane Kruger fue la maestra de ceremonias. La asociación de Cannes realizó asimismo una producción en conjunto para homenajear los 60 años de su inauguración con personajes como Raúl Ruiz, Alejandro González Iñárritu, Takeshi Kitano, Lars von Trier, Gus Van Sant y los hermanos Coen.

## Jurado

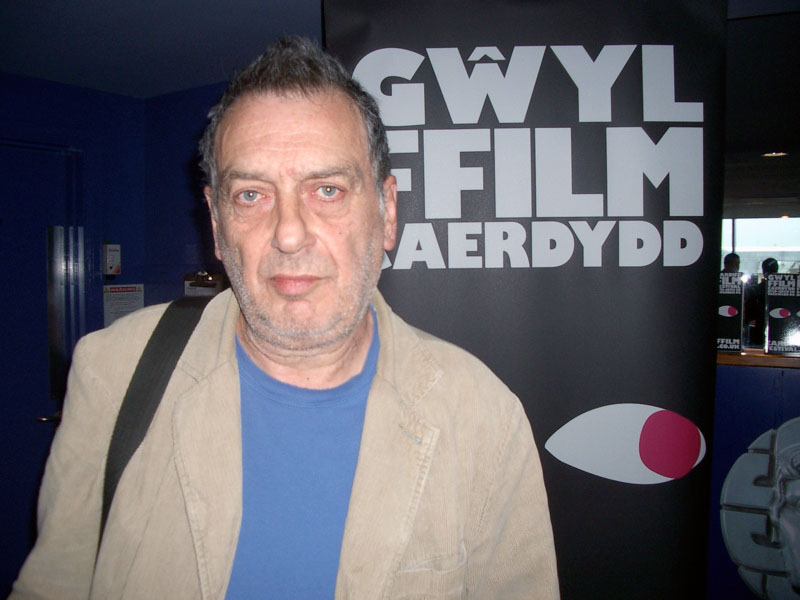
Stephen Frears, presidente del jurado.

Las siguientes personas fueron nombradas para formar parte del jurado de la competición principal en la edición de 2007:

### Sección oficial
- Stephen Frears (director) Presidente
- Marco Bellocchio (director)
- Maggie Cheung (actriz)
- Toni Collette (actriz)
- Maria de Medeiros (actriz)
- Orhan Pamuk (escritor)
- Michel Piccoli (actor)
- Sarah Polley (actriz y directora)
- Abderrahmane Sissako (director)

### Un Certain Regard
Las siguientes personas fueron nombradas para formar parte del jurado de Un Certain Regard:
- Pascale Ferran (director) Presidente
- Kent Jones (escritor)
- Cristi Puiu (director)
- Bian Qin
- Jasmine Trinca (actriz)

### Cinéfondation y cortometrajes
Las siguientes personas fueron nombradas para formar parte del jurado de Cinéfondation y la competición de cortometrajes:
- Jia Zhangke (director) Presidente
- Niki Karimi (actriz)
- J. M. G. Le Clézio (escritor)
- Dominik Moll (director)
- Deborah Nadoolman (diseñadora)

### Camera d'Or
Las siguientes personas fueron nombradas para formar parte del jurado de la Cámara de Oro de 2007:
- Pavel Lungin (escritor y director) Presidente
- Renato Berta (cinematógrafo)
- Julie Bertuccelli (director)
- Clotilde Courau (actriz)

## Selección oficial

### En competición – películas
Las siguientes películas compitieron por la Palma de Oro:
- Al otro lado (Auf der anderen seite), dirigida por Fatih Akın (Alemania/Turquía)
- Une vieille maîtresse (Una vieja amante), dirigida por Catherine Breillat (Francia)
- No Country for Old Men (No es país para viejos), dirigida por Ethan Coen  y Joel Coen (Estados Unidos)
- Zodiac, dirigida por David Fincher (Estados Unidos)
- We Own the Night, dirigida por James Gray (Estados Unidos)
- Les chansons d'amour, dirigida por Christophe Honoré (Francia)
- Mogari No Mori, dirigida por Naomi Kawase (Japón)
- Aliento, dirigida por Kim Ki-duk (Corea del Sur)
- Prométeme, dirigida por Emir Kusturica (Francia)
- Milyang, dirigida por Lee Chang-dong (Corea del Sur)
- 4 meses, 3 semanas y 2 días (4 luni, 3 săptămâni şi 2 zile), dirigida por Cristian Mungiu (Rumanía)
- Tehilim, dirigida por Raphaël Nadjari (Francia/Israel)
- Luz silenciosa, dirigida por Carlos Reygadas (México/Francia)
- Persépolis, dirigida por Marjane Satrapi  y Vincent Paronnaud (Francia)
- La escafandra y la mariposa (Le scaphandre et le papillon), dirigida por Julian Schnabel (Francia/Estados Unidos)
- Import/Export, dirigida por Ulrich Seidl (Austria)
- Alexandra, dirigida por Aleksandr Sokurov (Rusia)
- Grindhouse, dirigida por Quentin Tarantino (Estados Unidos)
- The Man from London, dirigida por Béla Tarr (Francia/Alemania/Ungheria/Gran Bretaña)
- Paranoid Park, dirigida por Gus Van Sant (Francia/Estados Unidos)
- My Blueberry Nights, dirigida por Wong Kar-wai (Francia/Hong Kong)
- Izgnanie, dirigida por Andrei Zvyagintsev (Rusia)

### Películas fuera de concurso
Las siguientes películas fueron seleccionadas para exhibirse fuera de competición:
- Las invasiones bárbaras (L'age des tenebres), dirigida por Denys Arcand (Canadá)
- Boarding Gate, dirigida por Olivier Assayas (Estados Unidos)
- Chacun son cinéma, dirigida por varios autores (Francia)
- Go Go Tales, dirigida por Abel Ferrara (Estados Unidos)
- Sicko, dirigida por Michael Moore (Estados Unidos)
- U2 3D, dirigida por Catherine Owens  y Mark Pellington (Estados Unidos)
- Ocean's Thirteen, dirigida por Steven Soderbergh (Estados Unidos)
- Triangle, dirigida por Johnnie To, Ringo Lam, Tsui Hark (Hong Kong)
- A Mighty Heart (A Mighty Heart), dirigida por Michael Winterbottom (Estados Unidos)

### Proyecciones especiales
- Boxes, dirigida por Jane Birkin
- Cartouches gauloises, dirigida por Mehdi Charef
- The 11th Hour (The 11th Hour), dirigida por Leila Conners Petersen y Nadia Conners
- Young Yakuza, dirigida por Jean-Pierre Limosin
- Rebellion - The Litvinenko Case, dirigida por Andrei Nekrasov
- The War, dirigida por Lynn Novick y Ken Burns
- Centochiodi, dirigida por Ermanno Olmi
- Retour en Normandie, dirigida por Nicolas Philibert
- Roman de gare, dirigida por Hervé Picard
- Ulzhan, dirigida por Volker Schlöndorff
- He Fengming, dirigida por Wang Bing

### Un Certain Regard
Las siguientes películas fueron seleccionadas para competir en Un Certain Regard:
- You, the Living (Du levande), dirigida por Roy Andersson
- Actrices, dirigida por Valeria Bruni Tedeschi
- Le rêve de la nuit d'avant, dirigida por Valeria Bruni Tedeschi
- Santa Fe Street, dirigida por Carmen Castillo
- El baño del papa, dirigida por César Charlone  y Enrique Fernández
- Liberation Day, dirigida por Lee Isaac Chung
- Et toi t'es sur qui?, dirigida por Lola Doillon
- La banda (Bikur Hatizmoret), dirigida por Eran Kolirin
- Mister Lonely, dirigida por Harmony Korine
- Magnus, dirigida por Kadri Kõusaar
- Mang shan, dirigida por Yang Li
- Mio fratello è figlio unico, dirigida por Daniele Luchetti
- California Dreamin', dirigida por Cristian Nemescu
- La soledad, dirigida por Jaime Rosales
- L'avvocato del terrore (L'avocat de la terreur), dirigida por Barbet Schroeder
- Les pieuvres, dirigida por Céline Sciamma
- Am Ende Kommen Touristen, dirigida por Robert Thalheim
- Kuaile gongchang, dirigida por Ekachai Uekrongtham

## Cinéfondation
Las siguientes películas fueron seleccionadas para exhibirse en la competición Cinéfondation:
- A Reunion de Sung-Hoon Hong
- Aditi singh de Mickael Kummer
- Ahora todos parecen contentos de Gonzalo Tobal
- Berachel bitha haktana de Efrat Corem
- Chinese Whispers de Raka Dutta
- For the Love of God de Joe Tucker
- Goyta de Joanna Jurewicz
- Halbe Stunden de Nicolas Wackerbarth
- Minus de Pavle Vuckovic
- Mish'olim de Hagar Ben-Asher
- Neostorozhnost de Alexander Kugel
- Rondo de Marja Mikkonen
- Ru Dao (en chino: 入道) de Tao Chen (陳濤)
- Saba de Thereza Menezes, Gregorio Graziosi
- Triple 8 Palace de Alexander Ku
- Vita di Giacomo de Luca Governatori

## Cortometrajes
Los siguientes cortos compitieron para Palma de Oro al mejor cortometraje:
- Ah Ma de Anthony Chen (Singapur)
- Ark de Grzegorz Jonkajtys (Polonia)
- The Last 15 de Antonio Campos (EE. UU.)
- Looking Glass de Erik Rosenlund (Suecia)
- My Dear Rosseta de Yang Hae-hoon (Corea del Sur)
- My Sister de Marco Van Geffen (Países Bajos)
- The Oates' Valor de Tim Thaddeus Cahill (EE. UU.)
- Resistance aux tremblements de Olivier Hems (Francia)
- Run de Mark Albiston (Nueva Zelanda)
- Gia to onoma tou spourgitiou de Kyros Papavassiliou (Chipre)
- Ver Llover de Elisa Miller (México)

### Cannes Classics
La sección Cannes Classics destaca el cine tradicional, las películas redescubiertas, las copias restauradas y los estrenos teatrales, televisivos o DVD de grandes películas del pasado. and restored masterworks from the past.
Tributo
- Hamlet de Laurence Olivier (1948)
- Kanał de Andrzej Wajda (1956)
- Ricardo III de Laurence Olivier (1955)
- Enrique V de Laurence Olivier (1944)

Documentales sobre cine
- Brando de Mimi Freedman & Leslie Greif (United States)
- Lindsay Anderson, Never Apologize de Mike Kaplan (United States)
- Maurice Pialat, L'amour existe de Anne-Marie Faux & Jean-Pierre Devillers (France)
- Pierre Rissient de Todd McCarthy (United States)

Cintas restauradas
- Bound by Chastity Rules de Shin Sang-Ok (1962)
- Die Abenteuer des Prinzen Achmed de Lotte Reiniger (1926)
- My Last Mistress (Donne-moi tes yeux) de Sacha Guitry (1943)
- Dracula de Terence Fisher (1958)
- Hondo de John Farrow (1953)
- La Bandera de Julien Duvivier (1935)
- Made In Jamaica de Jérôme Laperrousaz (2006)
- Mikey and Nicky de Elaine May (1976)
- Forest of the Hanged (Pădurea spânzuraților) de Liviu Ciulei (1964)
- Suspiria de Dario Argento (1977)
- Doce hombres sin piedad de Sidney Lumet (1957)
- Words for Battle de Humphrey Jennings (1941, short)
- Yo Yo (Yoyo) de Pierre Etaix (1965)

## Secciones paralelas

### Semana Internacional de la Crítica
Las siguientes películas fueron seleccionadas para ser proyectadas para la 46ª Semana de la Crítica (46e Semaine de la Critique):
Largometrajes
- A via lactea, dirigida por Lina Chamie
- Párpados azules, dirigida por Ernesto Contreras
- Meduse (Meduzot), dirigida por Etgar Keret  y Shira Geffen
- Nos retrouvailles, dirigida por David Oelhoffen
- XXY, dirigida por Lucía Puenzo
- Voleurs de chevaux, dirigida por Micha Wald
- Funuke Show Some Love, You Losers, dirigida por Daihachi Yoshida

Cortometrajes
- Um ramo de Juliana Rojas, Marco Dutra
- Madame Tutli-Putli de Chris Lavis & Maciek Szczerbowski
- Saliva de Esmir Filho
- Rabbit Troubles de Mitovski, Kalev
- Fog de Peter Salmon
- La Route, la nuit de Marine Alice le Du
- Both de Bass Bre’che

### Proyecciones especiales
- Ezra, dirigida por Newton I. Aduaka (Francia/Nigeria) - proiezione in collaborazione con RFI
- El orfanato dirigida por Juan Antonio Bayona (México/España)
- Déficit, dirigida por Gael García Bernal (México) - Bernal ambasciatore della 46ª Settimana Internazionale della Critica
- Malos hábitos, dirigida por Simón Bross
- Yo, dirigida por Rafa Cortés - rivelazione dell'anno FIPRESCI
- El asaltante, dirigida por Pablo Fendrik - apertura
- À l'intérieur, dirigida por Julien Maury  y Alexandre Bustillo
- Héros, dirigida por Bruno Merle  - chiusura
- Expired, dirigida por Cecilia Miniucchi
- The Mosquito Problem and Other Stories, dirigida por Andrey Paounov

### Quincena de Realizadores
Las siguientes películas fueron exhibidas en la Quincena de Realizadores de 2007 (Quinzaine des Réalizateurs):
- Garage, dirigida por Leonard Abrahamson
- La influencia, dirigida por Pedro Aguilera
- O estado do mundo, dirigida por Chantal Akerman, Apichatpong Weerasethakul, Vicente Ferraz, Ayisha Abraham, Wang Bing  y Pedro Costa
- Smiley Face, dirigida por Gregg Araki
- Un homme perdu, dirigida por Danielle Arbid
- Chop Shop, dirigida por Ramin Bahrani
- Su nombre es Sabine, dirigida por Sandrine Bonnaire
- Gegenüber, dirigida por Jan Bonny
- La France, dirigida por Serge Bozon
- Control, dirigida por Anton Corbijn
- Zoo, dirigida por Robinson Devor
- Tout est pardonné, dirigida por Mia Hansen-Løve
- Savage Grace, dirigida por Tom Kalin
- Egg, dirigida por Semih Kaplanoglu
- La question humaine, dirigida por Nicolas Klotz
- Mutum, dirigida por Sandra Kogut
- Caramel, dirigida por Nadine Labaki
- Dai Nipponjin, dirigida por Hitoshi Matsumoto
- Foster Child, dirigida por Brillante Mendoza
- Après lui, dirigida por Gaël Morel
- Avant que j'oublie, dirigida por Jacques Nolot
- Ploy, dirigida por Pen-Ek Ratanaruang
- PVC-1, dirigida por Spiros Stathoulopoulos

## Otros pases

### Pases de medianoche
- Boarding Gate, de Olivier Assayas (France)
- Go Go Tales, de Abel Ferrara (United States)
- U2 3D, de Catherine Owens and Mark Pellington (United States)
- Imagination, de Eric Leiser (USA)

## Tous Les Cinemas du Monde
Tous Les Cinemas du Monde comenzó en 2005 para mostrar la variedad del cine en todo el mundo. Desde el 19 de mayo hasta el 25, fueron exhibidos películas de India, Líbano, Polonia, Kenya, Guinea, Angola, Eslovenia, y Colombia.

## Premios

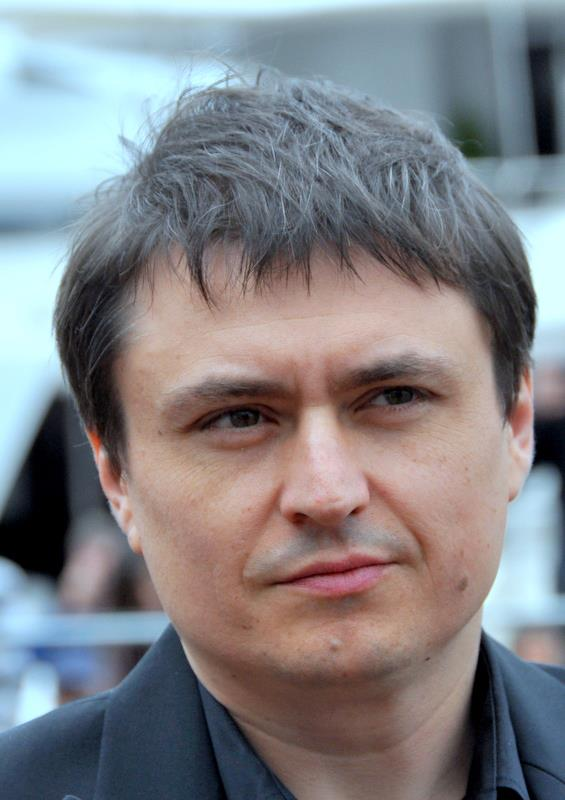
Cristian Mungiu, ganador de la Palma de Oro

Los galardonados en les secciones oficiales de 2007 fueron:
- Palma de Oro: 4 meses, 3 semanas y 2 días (4 luni, 3 săptămâni şi 2 zile), dirigida por Cristian Mungiu (Rumanía)
- Gran Premio del Jurado: El bosque del duelo (Mogari No Mori), dirigida por Naomi Kawase (Japón)
- Mejor director: Julian Schnabel por Le Scaphandre et le Papillon (Estados Unidos)
- Mejor actriz: Jeon Do-yeon - Milyang
- Mejor actor: Konstantin Lavronenko - Izgnanie
- Premio al mejor guion: Persepolis, dirigida por Marjane Satrapi  y Vincent Paronnaud (Francia) ex aequo Luz Silenciosa de Carlos Reygadas (México/Francia)
- Premio del Jurado: 
  - Persepolis de Vincent Paronnaud, Marjane Satrapi
  - Luz silenciosa de Carlos Reygadas
- Premio especial del 60.º aniversario: Gus Van Sant - Paranoid Park

Un Certain Regard
- Premio Un Certain Regard: California Dreamin', dirigida por Cristian Nemescu
- Premio especial del jurado de Un Certain Regard: Actrices de Valeria Bruni Tedeschi
- Colpo di fulmine della Giuria: La banda (Bikur Hatizmoret) de Eran Kolirin

Cinéfondation
- First Prize: Ahora todos parecen contentos de Gonzalo Tobal
- Segundo Premio: Ru Dao de Tao Chen (陳濤)
- Tercer premio: Minus de Pavle Vuckovic

Golden Camera
- Caméra d'Or: Meduse (Meduzot), dirigida por Etgar Keret  y Shira Geffen

Cortometrajes
- Palma de Oro al mejor cortometraje: Ver Llover de Elisa Miller
- Mención especial:  Ah Ma de Anthony Chen & Run de Mark Albiston

### Premios independientes
Premio FIPRESCI
- 4 meses, 3 semanas y 2 días de Cristian Mungiu (En competición)
- La banda (Bikur Hatizmoret) de Eran Kolirin (Un Certain Regard)
- Su nombre es Sabine de Sandrine Bonnaire

Premio Vulcain al mejor artista técnico
- Premio Vulcain: Janusz Kamiński (cinematógrafo) por La escafandra y la mariposa (Le Scaphandre et le Papillon)

Jurado Ecuménico
- Premio del Jurado Ecuménico: Al otro lado (Auf der anderen Seite) de Fatih Akın

Semana Internacional de la Crítica
- Premio de la semana de la crítica: XXY, dirigida por Lucía Puenzo
- Premio Canal Plus: Madame Tutli-Putli
- Petit Rail d'or : (presentada por "cinephile railwaymen"[19]) por Madame Tutli-Putli

Other awards
- Premio Quincena de Realizadores: Control de Anton Corbijn
- Mención especial de CICAE: Counterparts de Jan Bonny

Association Prix François Chalais
- Prix François Chalais: A Mighty Heart de Michael Winterbottom[20]

## Media
- INA: List of winners of the 2006 Festival (commentary in French)